# 15752 Eluard
A 15752 Eluard (ideiglenes jelöléssel 1992 BD2) a Naprendszer kisbolygóövében található aszteroida. Eric Walter Elst fedezte fel 1992. január 30-án.